# 누카카 코스테르발다우
누카카 코스테르발다우(Nukaaka Coster-Waldau, 1971년 2월 23일 ~ )는 그린란드의 가수, 배우, 전 미스 그린란드이다. 본명은 사샤 누카카 모츠펠트(Sascha Nukâka Motzfeldt)이며, 덴마크 배우 니콜라이 코스테르발다우와 결혼 후 성을 바꾸었다. 이누이트와 노르웨이인의 혼혈로, 아버지는 그린란드 정치인 요세프 투시 모츠펠트(Josef Tuusi Motzfeldt)이다.